# Portland Plotter

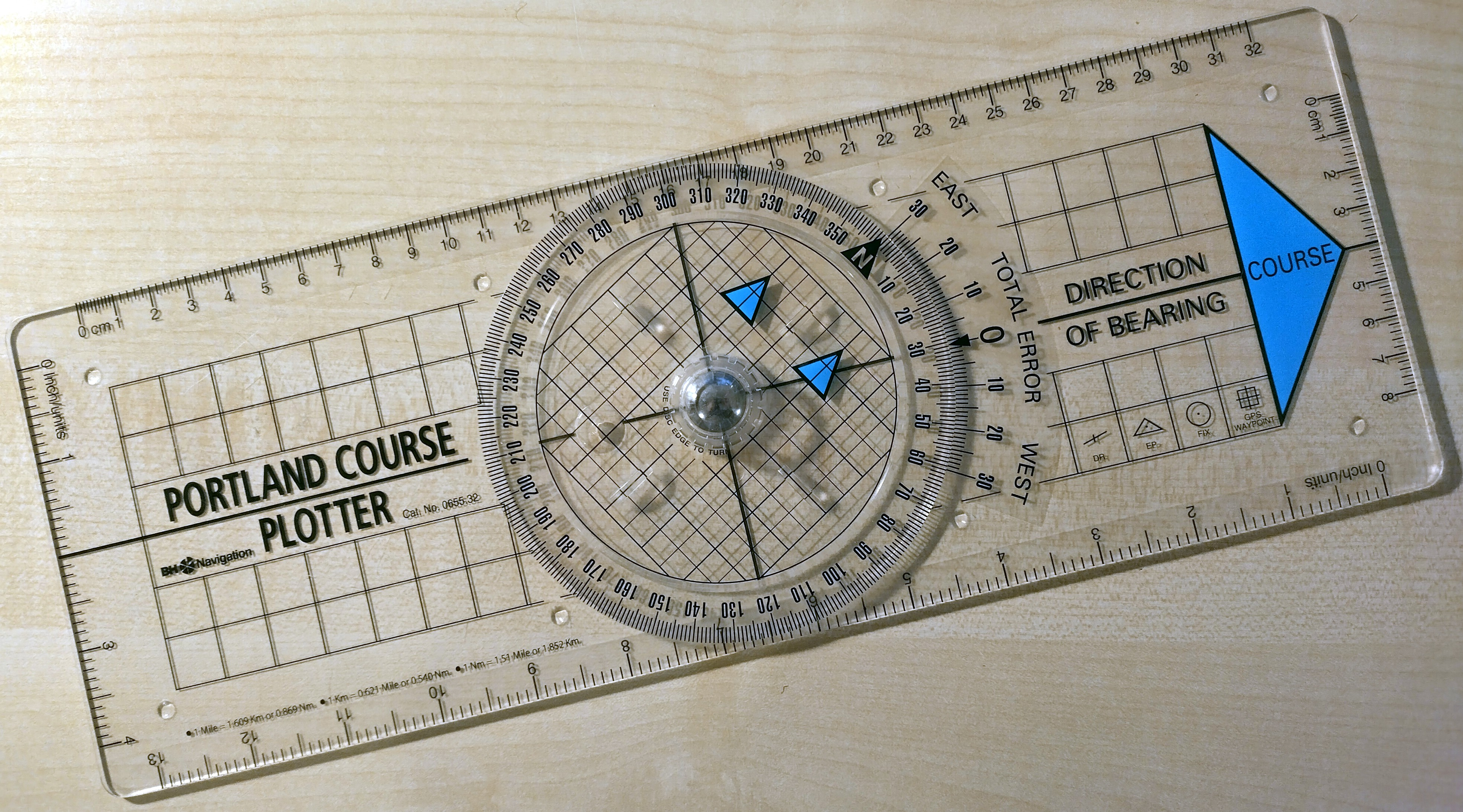
Portland Kursplotter

Ein Portland Plotter, auch Breton Plotter oder einfach Kursplotter genannt, ist ein Navigationsinstrument, das vor allem im englischen und französischen Raum weit verbreitet ist. Es wird für Arbeit in der Seekarte verwendet, um Kurse oder Peilungen in die Karte einzutragen oder aus der Karte ablesen.
Er bietet gegenüber der klassischen Kombination aus Kursdreieck und Anlegedreieck die folgenden Vorteile:
- Es muss nur ein Werkzeug bedient werden.
- Eine Parallelverschiebung ist nicht notwendig.
- Eine Korrekturfunktion für die Fehlweisung ist im Portland Plotter integriert.
- Durch die eindeutige Kennzeichnung von Kurs- und Nord-Richtung und der 360°-Skale werden Ablesefehler, wie sie an der Doppelskale eines Kursdreiecks auftreten können, vermieden.

Insbesondere auf kleineren Yachten ist der Portland Plotter aufgrund seiner Effizienz und Einfachheit beliebt.

## Aufbau
Der Plotter besteht aus einer rechteckigen, transparenten Grundplatte, auf der mittig die Kurslinie und Kursrichtung markiert ist. Weiterhin befindet sich auf der Grundplatte eine Winkelgrad-Skale mit Null-Markierung in Kursrichtung. Diese wird zur Korrektur der Missweisung bzw. der gesamten Fehlweisung oder auch der Beschickung für Strom/Wind verwendet.
Auf der Grundplatte ist zentral eine ebenfalls transparente, drehbare 360°-Skale angebracht, in deren Innerem sich ein an der Nullmarke ausgerichtetes Quadratraster befindet. Die Null- oder Nord-Marke ist durch Pfeile/Dreiecke markiert.
Zusätzlich befinden sich an den Rändern Längenskalen, meist mit Zentimeter- oder Inch-Teilung, so dass der Plotter auch als Lineal oder zum Messen und Übertragen von Distanzen verwendet werden kann. Er kann prinzipiell als Universalinstrument auch den Kartenzirkel ersetzen.

## Anwendungsprinzip
Man legt den Plotter auf die Seekarte und richtet die Kurslinie des Plotters oder eine seiner langen Seitenkanten unter Beachtung der Kursrichtung an der aus der Karte abzulesenden Kurslinie aus. Nun richtet man die drehbare 360°-Skale nach Norden aus. Dabei werden die Linien des Quadratrasters so ausgerichtet, dass sie parallel zu einem Breiten- oder Längenkreis verlaufen. Der rechtweisende Kurs kann nun direkt an der Null-Marke der Grundplatte abgelesen werden. Um den rechtweisenden Kurs in einen Kompasskurs umzurechnen, wird der Kurs nicht an der Nullmarke abgelesen, sondern an der Marke, die der anzubringenden Fehlweisung entspricht. Auf welcher Seite der Nullmarke die Ablesung zu erfolgen hat, ist an den Aufdrucken "EAST" und "WEST" zu erkennen, je nachdem, ob die Fehlweisung östlich oder westlich ist.
Auf gleiche Weise kann ein Kurs oder eine Peilung in die Karte eingetragen werden. Man stellt zuerst den Wert an der drehbaren 360°-Skale ein, ggf. unter Berücksichtigung der Fehlweisung, und richtet anschließend den gesamten Plotter auf der Karte aus. Dabei hält man ein der langen Kanten gegen den Bleistift, so dass die Kurslinie durch den Punkt verläuft, in dem sich der Bleistift befindet.